# Bothriomyrmex pusillus
Bothriomyrmex pusillus é uma espécie de inseto do gênero Bothriomyrmex, pertencente à família Formicidae.